# Coccus secretus
Coccus secretus är en insektsart som beskrevs av Morrison 1921. Coccus secretus ingår i släktet Coccus och familjen skålsköldlöss. Inga underarter finns listade i Catalogue of Life.